# Kuvait uralkodóinak listája
Az alábbi lista Kuvait uralkodóit tartalmazza.
| Portré | Uralkodó                                           | Uralkodott | Neve átírásban | Megjegyzés                            |
| ------ | -------------------------------------------------- | ---------- | -------------- | ------------------------------------- |
|        | I. Szabáh 1652–1762                                | 1718–1762  |                | Több mint 100 évesen halt meg.        |
|        | I. Abdalláh 1740 – 1814. május 5.                  | 1762–1814  |                | I. Szabáh fia.                        |
|        | I. Dzsáber 1770–1859                               | 1814–1859  |                | I. Abdulláh fia.                      |
|        | II. Szabáh 1794 – 1866 novembere                   | 1859–1866  |                | I. Dzsáber fia.                       |
|        | II. Abdalláh 1814 – 1892. május 29.                | 1866–1892  |                | II. Szabáh fia.                       |
|        | Muhammad 1831 – 1896. május 17.                    | 1892–1896  |                | II. Szabáh fia.                       |
|        | Mubárak 1844 – 1915. november 28.                  | 1896–1915  |                | II. Szabáh fia.                       |
|        | II. Dzsáber 1860 – 1917. február 5.                | 1915–1917  |                | Mubárak fia.                          |
|        | Szálim 1864 – 1921. február 22.                    | 1917–1921  |                | Mubárak fia.                          |
|        | Ahmad 1885 – 1950. január 29.                      | 1921–1950  |                | II. Dzsáber fia.                      |
|        | III. Abdalláh 1895. január 1. – 1965. november 24. | 1950–1965  |                | Szálim fia. 1961. június 19-től emír. |
|        | III. Szabáh 1913 – 1977. december 31.              | 1965–1977  |                | Szálim fia.                           |
|        | III. Dzsáber 1926. június 29. – 2006. január 15.   | 1977–2006  |                | Ahmad fia.                            |
|        | Szaad 1930 körül–2008. május 13.                   | 2006       |                | III. Abdulláh fia.                    |
|        | IV. Szabáh 1929–2020                               | 2006–2020  |                | Ahmad fia.                            |
|        | Naváf 1937–2023                                    | 2020–2023  |                | Ahmad fia.                            |
|        | Misál 1940–                                        | 2023–      |                | Ahmad fia.                            |